# Tirschendorf
Tirschendorf ist ein Ortsteil der 1994 gebildeten Gemeinde Mühlental.

## Lage
Tirschendorf liegt südöstlich von Oelsnitz und westlich von Schöneck auf etwa 504 m. Etwa 500 m südöstlich liegt Willitzgrün. Der Hauptort der Gemeinde Mühlental, Marieney, liegt südlich, der ehemalige Ortsteil Zaulsdorf nördlich. Durch Tirschendorf fließt der Seifenbach.

## Geschichte

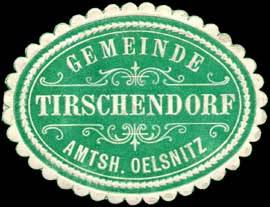
Siegelmarke der Gemeinde Tirschendorf

Tirschendorf ist spätestens 1378 als Teschendorf ersterwähnt. Spätere Ortsnamensformen sind Tesendorff (1383), Teschendorff (1445), Deschendorff (1493), Teschendorff (1542) und Tiersendorf sowie Tirschendorf (1587). 1542 war Tirschendorf anteilig Amtsdorf, der Pfarre und dem Rat Oelsnitz zugehörig. 1764 war das Waldhufendorf nur noch Amtsdorf zugehörig. Tirschendorf war nach Unterwürschnitz gepfarrt. 1950 wurde Willitzgrün und 1974 wurde Zaulsdorf nach Tirschendorf eingemeindet. Seit 1994 bilden die Gemeinden Tirschendorf, Hermsgrün-Wohlsbach, Marieney und Unterwürschnitz die Gemeinde Mühlental. 1871 und 1875 gab es 58 Häuser.
| Jahr            | 1542                          | 1764              | 1834 | 1871 | 1875 | 1890 | 1910 | 1925 | 1939 | 1946 | 1950 | 1964 | 1990 |
| --------------- | ----------------------------- | ----------------- | ---- | ---- | ---- | ---- | ---- | ---- | ---- | ---- | ---- | ---- | ---- |
| Einwohnerzahlen | 23 besessene Mann, 7 Inwohner | 22 besessene Mann | 217  | 351  | 338  | 356  | 387  | 368  | 297  | 311  | 466  | 381  | 402  |

1925 waren 357 Einwohner evangelisch-lutherische und 2 Einwohner römisch-katholische Christen. 9 waren andersgläubig.

## Belege
1. ↑  Tirschendorf – HOV | ISGV. Abgerufen am 19. Februar 2023.
2. ↑  'Generalübersicht sämmtlicher Ortschaften des Königreichs Sachsen nach der neuen Organisation der Behörden mit Angabe ihrer Einwohner- und Häuserzahl am 1. December 1871 : Zusammengestellt vom K. sächs. statist. Bureau' - Digitalisat | MDZ. Abgerufen am 19. Februar 2023.
3. ↑  'Alphabetisches Taschenbuch sämmtlicher im Königreiche Sachsen belegenen Ortschaften und der besonders benannten Wohnplätze : mit Angabe der politischen Gemeinden, der Amtsgerichte, der Landgerichte, der Kreishauptmannschaften, der Amtshauptmannschaften und der Gendarmerie-Bezirke, der Gebäude- und Einwohnerzahlen am 1. Dezember 1875, sowie der Postbestellanstalten' - Digitalisat | MDZ. Abgerufen am 19. Februar 2023.